# Калистрат Рилски
Калистрат, със светско име Никола Васев Наков е български духовник, игумен на Рилския манастир (20 ноември 1944 – 29 юли 1948).

## Биография
Никола Наков е роден на 28 ноември 1891 година в село Бобошево. Завършва начално образование в родното си село, и прогимназиално в Дупница. След това учи в София, където завършва Първа софийска мъжка гимназия. През 1912 г. следва в Търговската академия в Анверс, Белгия, но поради избухването на Балканската война се завръща в България. През 1913 г. отново заминава, този път в Лиеж, Белгия, където постъпва в търговския отдел на Правния факултет. След първата учебна година е мобилизиран в ШЗО – София и участва в Първата световна война, като достига до военен чин поручик.
След като се уволнява от служба, започва да се занимава с търговия с вина местно производство. През 1923 г. започва търговия с тютюн, като закупчик към холандското дружество „Холтаб“ със седалище в Пловдив.
През 1919 г. сключва брак с Радка Василева Доскова, учителка в София. На 10 май 1920 г. в София се ражда единственият им син – Васил, който през лятото на 1942 г. загива при експлозия по време на военно учение.
През 1920 г. Никола Наков става член на Прогресивнолибералната партия, а от 1921 г. е председател на местното ѝ бюро в село Бобошево. След обединението и с Народната партия е избран за член на околийското бюро на Обединенана народно-прогресивна партия в Дупница. След влизането на народно-либералната партия през 1923 г. в Демократическия сговор членува и в него, а след разцеплението му през 1926 г. е привърженик на цанковисткото крило на Сговора.
На 27 август 1927 г. умира съпругата му Радка Доскова. Тази загуба му се отразява тежко и престава да се занимава с търговия. През 1934 г. постъпва като послушник в Рилския манастир и е приет да следва в Богословския факултет при СУ „Свети Климент Охридски“. Завършва богословие през 1937 г. и на 13 март 1938 г. е подстриган за монах в Рилския манастир с името Калистрат. На 13 юли 1939 г. е ръкоположен за йеродякон, а на 14 юли 1939 г. – за йеромонах. През месец юли 1943 г. е въведен в архимандритско достойнство. Назначен е за главен иконом на манастира през 1939 г. и на този пост остава до 20 ноември 1944 г., когато е избран за игумен на Рилския манастир.
През време на игуменството на архимандрит Калистрат манастирът процъфтява в икономическо и духовно отношение. Извършена е комасация на манастирските земи, изграден е модерен птичарник в метоха Пчелино, построен е път в района на Рилския манастир, построяват се на местата на стария манастирски дърварник и обори две големи здания с много стаи, в които поклонниците на манастира отсядат безплатно, и др.
След смъртта на цар Борис III на 28 август 1943 г. и полагането на саркофага му в Рилския манастир архимандрит Калистрат установява тесни връзки с царица Йоанна и княз Кирил. Новата „народна власт“, установена в България след 9 септември 1944 г., не одобрява дейността на архимандрит Калистрат.
През 1947 година Килстрот е задържан и измъчван от Държавна сигурност, която го смята за свързан с активната в Асеновградско горянска организация „Национален християнски кръст“. На 29 юли 1948 г. той е арестуван и закаран в Софийския централен затвор, където е затворен в продължение на 6 месеца. На 29 юни 1949 г. Софийският областен съд осъжда архимандрит Калистрат да изтърпи 10 години строг тъмничен затвор, да заплати 350 000 лева и го лишава от граждански права за срок от 15 години. През 1951 г. е изпратен да излежи присъдата си в Шуменския окръжен затвор, но през 1952 г. е помилван от Президиума на Народното събрание и е изпратен на заточение в Бачковския манастир.
В началото на 1959 г. се разболява от пневмония и след кратко боледуване умира на 23 януари същата година.